# Chazeuil (Côte-d'Or)
Chazeuil è un comune francese di 224 abitanti situato nel dipartimento della Côte-d'Or nella regione della Borgogna-Franca Contea.

## Società

### Evoluzione demografica
Abitanti censiti